# Helictes erythrostoma
Helictes erythrostoma là một loài tò vò trong họ Ichneumonidae.